# Paruh
Paruh is een bestuurslaag in het regentschap Sijunjung van de provincie West-Sumatra, Indonesië. Paruh telt 1813 inwoners (volkstelling 2010).